# Serra Picarda
La Serra Picarda és una serra situada al municipi de la Granja d'Escarp a la comarca del Segrià, amb una elevació màxima de 346,7 metres.